# Christophe Clavier
Christophe Guy Alain Clavier (ur. 11 maja 1988) – francuski zapaśnik walczący w stylu wolnym. Zajął 32. miejsce na mistrzostwach świata w 2014. Dziesiąty na mistrzostwach Europy w 2014. Brązowy medalista mistrzostw śródziemnomorskich w 2010. Dziewiąty na akademickich mistrzostwach świata w 2012. Piętnasty na Uniwersjadzie w 2013, jako zawodnik Université de Lyon I.
Mistrz Francji w 2015 roku.